# Olena Antonova
Olena Antonova (Nikopolj, 16. lipnja 1972.) ukrajinska je bacačica diska. Na OI 2008. u Pekingu osvojila je brončanu medalju, iza zlatne Stephanie Brown-Trafton i srebrne Yarelys Barrios. Osobni rekord bacila je u Kijevu u lipnju 2004. godine koji je iznosio 67,30 metara.

## Rezultati s velikih natjecanja
| Godina | Natjecanje                                    | Mjesto | Duljina                  |
| ------ | --------------------------------------------- | ------ | ------------------------ |
| 1991.  | Europsko juniorsko prvenstvo u Thessalonikiju | 3.     | 54,30 m[nedostaje izvor] |
| 1996.  | Olimpijske igre u Atlanti                     | 26.    | 57,92 m                  |
| 2007.  | SP u Osaki                                    | 5.     | 62,41 m                  |
| 2008.  | Olimpijske igre u Pekingu                     | 3.     | 62,59 m                  |

## Vanjske poveznice
|  | Zajednički poslužitelj ima još gradiva o temi Olena Antonova |

- Olena Antonova (iaaf.org)